# بوکاچوی شگفت‌انگیز
بوکاچوی شگفت‌انگیز (ایتالیایی: Maraviglioso Boccaccio) یا بوکاچیوی شگرف، یک فیلم ایتالیایی به کارگردانی برادران تاویانی است که در سال ۲۰۱۵ میلادی منتشر شد.
این فیلم اقتباسی آزاد از قصه‌های دکامرون اثر جووانی بوکاچو است. فیلم‌برداری طی ده هفته در منطقه توسکانی انجام شد و از ۳۱ مارس ۲۰۱۴ آغاز شد.

## بازیگران
- للو آرنا
- پائولا کورتلزی
- کارولینا کرشنتینی
- ویتوریا پوچینی
- کیم روسی استوارت
- ریکاردو اسکامارچو
- کاسیا اسموتنیاک
- یاسمینه ترینکا
- روزابل لورنتی سلرز
- میکله ریوندینو